# Monterrey Metal Fest
Monterrey Metal Fest es un festival de música metal que se lleva a cabo en la ciudad de Monterrey, México en lugares como el Parque Fundidora o la Arena Monterrey. Ha sido presentado por distintos organizadores a través del tiempo y dividido en volúmenes y años. Hasta el año 2022, se cuenta con cinco volúmenes: MMF-I, MMF-II, MMF-III, MMF-IV y MMF 2022.

## Inicios
Esto comienza con el concierto de Gamma Ray y Masterplan en diciembre de 2003 que hizo resurgir la escena metalera de Monterrey, después esto llega al proyecto de una tienda de discos y otros conciertos lo cual hizo ganar adeptos entre la gente.
De pronto viene la idea de hacer algo inédito, un festival de metal, después de un par de meses el Monterrey Metal Fest comienza a tomar forma en agosto de 2004. Ahí inicia la búsqueda de bandas dispuestas a participar.

## Ediciones

### Primera edición: Monterrey Metal Fest 2004
El sábado 13 de noviembre de 2004 el "Monterrey Metal Fest" ve la luz, sentando un precedente en la historia del metal en México ya que nunca se había hecho un festival de heavy metal con tanta calidad en aquel país.
El evento se desarrolló en el Auditorio Coca-Cola (ahora Auditorio citiBanamex)  y contó con la participación bandas de alto calibre como:
| 13 de noviembre Auditorio Coca-Cola | 13 de noviembre Auditorio Coca-Cola |
| ----------------------------------- | ----------------------------------- |
| Twisted Sister                      |                                     |
| Dio                                 |                                     |
| Dokken                              |                                     |
| Quiet Riot                          |                                     |
| Hatebreed                           |                                     |
| Shaman                              |                                     |
| Cage                                |                                     |

### Segunda edición: Monterrey Metal Fest 2005
El sábado 28 de mayo del 2005 en el Auditorio Coca-Cola,  la ciudad mexicana de Monterrey vuelve a ser el anfitriona de este festival de heavy metal. Con la segunda edición del "Monterrey Metal Fest". En esta ocasión participaron las bandas de metal: Motörhead, Danzig, Mägo de Oz, W.A.S.P., HammerFall, Into Eternity, Metal Church, Jag Panzer, entre otras:
| 13 de noviembre Auditorio Coca-Cola | 13 de noviembre Auditorio Coca-Cola |
| ----------------------------------- | ----------------------------------- |
| Motörhead                           |                                     |
| Danzig                              |                                     |
| Mägo de Oz                          |                                     |
| W.A.S.P.                            |                                     |
| Hammerfall                          |                                     |
| Into Eternity                       |                                     |
| Metal Church                        |                                     |
| Jag Panzer                          |                                     |
| Neil Turbin                         |                                     |
| Shadowkeep                          |                                     |
| Ignitor                             |                                     |
| Avatar                              |                                     |
| Lupara                              |                                     |

### Tercera edición: Monterrey Metal Fest 2006
Monterrey volvió a sacudirse el sábado 18 de noviembre del 2006 con la tercera gran edición del "Monterrey Metal Fest" dejando en claro que es el mejor evento de la música Heavy metal de México.
Haciendo presencia las bandas: Blind Guardian, U.D.O., Cathedral, Edguy, Deicide, Leaves' Eyes, Sadus, Obituary, además de bandas de metal mexicano.

### Cuarta edición: Monterrey Metal Fest 2009
Después de casi 3 años sin un nuevo festival, el 16 de septiembre del 2009 se realizó la IV edición. En esta ocasión fue un evento limitado a tan solo 3000 asistentes en la Arena Santa Lucia. Contó con bandas internacionales tales como Children of Bodom, Uli Jon Roth, Doro, Samael, Sonata Arctica, Amorphis, Whiplash y Atheist.

### Quinta edición: Monterrey Metal Fest 2022
En el 2022 se anunció una nueva edición del MMF, el cual se llevaría a cabo en el Estadio de Béisbol Monterrey. A finales de noviembre de 2022, se anunció el cambio de la sede a la Arena Monterrey y el 6 de diciembre de 2022, se llevó a cabo el Monterrey Metal Fest 2022 en esta arena. Contó con la asistencia de más de 10,000 personas de distintos Estados de la República Mexicana. El evento fue inaugurado por Stryper, seguido de Behemoth, Mercyful Fate, la reunión de Pantera y la presentación especial de Judas Priest, quien cerró el evento.